# 路璋 (道光進士)
路璋，贵州畢節人，清朝官员，進士出身。
道光十六年（1836年）太后六旬丙申恩科進士，二甲五十九名，官戶部主事。